# Deutereulophus
Deutereulophus is een geslacht van vliesvleugeligen uit de familie Eulophidae. De wetenschappelijke naam van dit geslacht is voor het eerst geldig gepubliceerd in 1906 door Schulz.

## Soorten
Het geslacht Deutereulophus omvat de volgende soorten:
- Deutereulophus albiclava (Girault, 1915)
- Deutereulophus arizonensis Schauff, 2000
- Deutereulophus chapadae (Ashmead, 1904)
- Deutereulophus cyaneus (Ashmead, 1904)
- Deutereulophus floridensis Schauff, 2000
- Deutereulophus froudei (Girault, 1938)
- Deutereulophus guamensis (Yoshimoto & Ishii, 1965)
- Deutereulophus interruptus Zhu & Huang, 2002
- Deutereulophus malabarensis Narendran, 2007
- Deutereulophus marginatus Zhu & Huang, 2002
- Deutereulophus occularis Schauff, 2000
- Deutereulophus pecki Schauff, 2000
- Deutereulophus renani (Girault, 1913)
- Deutereulophus robustus (Girault, 1922)
- Deutereulophus smithi Schauff, 2000
- Deutereulophus spadicicornis (Girault, 1915)
- Deutereulophus subfusciventris (Girault, 1915)
- Deutereulophus tennysoni (Girault, 1913)
- Deutereulophus timorensis Ubaidillah, 2003
- Deutereulophus tunctatus Narendran, 2007
- Deutereulophus unicus (Girault, 1915)
- Deutereulophus varicornis (Girault, 1915)